# Meskie Shibru-Sivan
Meskie Shibru-Sivan (ebraică: מַ סְקי שיברוּ - סיוון; n. 29 septembrie 1967) este o actriță și vocalistă israeliană.

## Biografie
Meskie s-a născut în Etiopia. Ea a venit în Israel fără familia ei în 1985, când avea 16 ani.
Se presupune că ea a venit să studieze informatica, dar s-a hotărât să studieze actoria la Școala Nissan Nativ hotărând să se stabilească în Tel Aviv. Familia ei a urmat-o mai târziu pe Meskie.
Ea a participat la multe spectacole de televiziune, filme, și concerte. Unele dintre acestea au fost legate de originea ei etiopiană.
În 1999 ea a jucat rolul Inbal într-un episod din serialul de televiziune israelian Zinzana și într-un episod din serialul pentru copii - Parparim (fluturi).
Shibru-Sivan a jucat rolul, mama lui Shlomo în filmul francez din 2005  "Va, vis et deviens" (în limba română: Trăiește!).
Ea a mai cântat în rolul Reginei din Saba, alături de Tuvia Tzafir, în filmul Sipurim keyad Hamelekh, o producție israeliană pentru copii .